# Triciclosclos
Los Triciclos clos fue un grupo de rock argentino que existió entre 1990 y 2014. Su forma de actuar, con una componente humorística y de clown muy marcada, fue un referente para muchos artistas cómicos de la década de 1990 en la Argentina. 
Por sus filas han pasado relevantes figuras, tanto de la escena como de la música argentina, como Daniel Araoz, Carlos Sturze, Ricardo Streiff Luis Aranosky Sergio Coy y el guitarrista Adrian Bar. Las actuaciones de Triciclosclos no solamente fueron musicales, trabajaron en la radio y en la televisión.

## Historia
Los Triciclosclos nacieron en 1989 de la agrupación teatral FRECOPO (frente de liberación cómico popular) que dirigía Norman Briski. Ese mismo año hicieron su primera presentación en vivo en un pub conocido como Sr. Chinasky y así comenzaron diferentes presentaciones en la ciudad de Buenos Aires. En 1990 grabaron su primera demo en la que estaban incluidos los temas Cómicos paranoicos y Dame más Leche y participaron de un festival en el Centro Cultural Ricardo Rojas por la liberación de Nelson Mandela. La composición de la banda, que en un principio estuvo formada por Daniel Araoz (voz), Tío Rik Streiff (bajo, voz, armónica y composición), Luis Aranosky (guitarra,  y Coy (cornetas y coro) Ricky Ríos (batería), Santiago Lanzilotta (batería electrónica y teclados), varió mucho en el tiempo. por su filas comenzaron a pasar diferentes artistas como el guitarrista Adrián Bar, el batería Martín Ontiveros y el bajo Marcos Gil, mientras que otros integrantes del grupo lo abandonan como Lanzilotta, Araoz y Ricky Ríos.
Las evoluciones de sus integrantes se transmiten al estilo de música que hacen, los Triciclosclos pasa por varios estilos desde el punk a las canciones rancheras, manteniendo siempre un sonido característico gracias a la poderosísima base rítmica que poseían.
En 1991 graban una segunda demo con los temas Cucarachas, Tundachacha y New York City que presentan a una productora discográfica y les abre las puertas a su primer disco comercial.
En 1992 se edita Merde ... ninguno de nosotros tiene los ojos claros con notable éxito de ventas y sería publicado por las empresas discográficas, EMI y Polygram. Con esta publicación se abre un periodo de auge de la banda hasta 1995. Fue en esta época donde le ponen el sobrenombre de "la peor banda de todos los tiempos" y no precisamente por su calidad sonora.
En 1993 comienzan el programa de radio El Show de los Triciclosclos en la emisora FM rock and POP que se emitía de 3 a 6 de la mañana. Este programa fue de influencia en comicidad Argentina llegando a ser el programa de mayor audiencia en esa franja horaria. Los años 1994 y 1995 el programa se emitió en la emisora FM la Boca.
Durante varios años han realizado giras y conciertos, grabando algunos de ellos, pero sin realizar producción discográfica alguna.
El 4 de agosto de 2007 dieron un concierto en el CBGB de Buenos Aires. También hicieron una presentación extraordinaria en 2010.
El 25 de mayo de 2014 realizaron su concierto despedida.

## Miembros de la banda
Durante la existencia de Triciclosclos han pasado por sus filas los siguientes miembros:
Luis Aranosky, Daniel Araoz, Santiago Lanzilotta, Ricky Ríos, Gonzalo Mazar, Pablo Gutraicht Farkas, Damian Nissenson, Safo, Carlos Sturze, El Griego, Marcos Gil, Diego Leske, Santiago Pedroncini, Diego Bernasconi, Fabián Rootz, Juan Valentín y
Sebastián Vazzana.
Han tocado con ellos en diferentes actuaciones; Jorge Pinchevsky en Violín, Pato Losa en Batería, Marcos Cabezas en vibráfono, Felix Vals en guitarra eléctrica, Sergio Dawi en saxo y Zeta Yeyati en saxo.
Como invitados, también participaron Sergio Fabian Pappi y Robert Sportelli.